# Art Jimmerson
Art Jimmerson (Los Angeles, 4 de agosto de 1963 – 8 de maio de 2024) foi um pugilista profissional. Fez uma luta de MMA, onde foi a primeira vítima de Royce Gracie, no UFC 1.
Foi treinador de boxe na academia de MMA "UFC GYM", localizada na cidade de Torrance-CA.

## Biografia

### Boxe
No boxe amador, Jimmerson venceu o "National Golden Gloves" em 1983.
Como profissional, ele foi 2 vezes campeão mundial.

### Carreira no MMA
Jimmerson foi o representante do boxe no UFC 1. Ele tinha um cartel com 29 vitórias no boxe e havia ganhado o prestigiado campeonato Golden Gloves.
Em sua única luta no MMA, ele ficou marcado não só pela primeira derrota por submissão da história do MMA, mas também por ter entrado no octógono usando luva de boxe apenas na mão esquerda. A justificativa usada por Jimmerson foi a intenção de proteger a mão com que aplicava os jabs.
Em 2011, ele se ofereceu para lutar novamente contra o Royce, após o UFC anunciar a possibilidade do retorno do primeiro campeão do evento,  para ser a principal atração do UFC Rio.

### Morte
Jimmerson morreu em 8 de maio de 2024.

## Cartel

### Boxe profissional
| 33 vitórias (17 por knockout, 16 por decisão), 18 derrotas (12 por knockout, 6 por decisão) |        |                                 |        |       |            |                                          |                                                                                     |
| Resultado                                                                                   | Cartel | Adversário                      | Método | Round | Data       | Local                                    | Notas                                                                               |
| Derrota                                                                                     | 33-18  | Rydell "Rockin Rye" Booker      | TKO    | 2     | 23/11/2002 | Danville, Virginia, United States        |                                                                                     |
| Derrota                                                                                     | 33-17  | Mike "Honkytonk Hitman" Rodgers | TKO    | 3     | 12/10/2002 | Nashville, Tennessee, United States      | WBF World Cruiserweight/Super Cruiserweight Titles.                                 |
| Derrota                                                                                     | 33-16  | Rich "Mountain" LaMontagne      | TKO    | 1     | 28/06/2002 | Boston, Massachusetts, United States     | EBA Cruiserweight Title.                                                            |
| Derrota                                                                                     | 33-15  | Mike "Honytonk Hitman" Rodgers  | DQ     | 3     | 11/08/2001 | Little Rock, Arkansas, United States     |                                                                                     |
| Derrota                                                                                     | 33-14  | "King" Arthur Williams          | KO     | 1     | 09/01/1999 | Pensacola, Florida, United States        | Art knocked out at 0:54 of the first round.                                         |
| Derrota                                                                                     | 33-13  | Adolpho Washington              | TKO    | 3     | 27/11/1998 | Gary, Indiana, United States             | Referee stopped the bout at 1:33 of the third round.                                |
| Derrota                                                                                     | 33-12  | "Cowboy" Dale Brown             | KO     | 3     | 03/04/1998 | Montreal, Quebec, Canada                 | NABF Cruiserweight Title. Art knocked out at 1:10 of the third round.               |
| Derrota                                                                                     | 33-11  | Vassiliy "Tiger" Jirov          | TKO    | 2     | 06/12/1997 | Atlantic City, New Jersey, United States | Referee stopped the bout at 2:55 of the second round.                               |
| Derrota                                                                                     | 33-10  | Terry Dunstan                   | TKO    | 1     | 12/04/1997 | Sheffield, Yorkshire, United Kingdom     |                                                                                     |
| Vitória                                                                                     | 33-9   | Earl Abernathy                  | UD     | 6     | 23/09/1996 | St. Louis, Missouri, United States       |                                                                                     |
| Derrota                                                                                     | 32-9   | Torsten May                     | KO     | 5     | 09/09/1995 | Bielefeld, Nordrhein-Westfalen, Germany  |                                                                                     |
| Derrota                                                                                     | 32-8   | Brian LaSpada                   | DQ     | 11    | 17/06/1995 | Las Vegas, Nevada, United States         | NABF Cruiserweight Title. Art disqualified at 2:31 of the 11th round for low blows. |
| Vitória                                                                                     | 32-7   | Jerry "Wimpy" Halstead          | SD     | 8     | 01/05/1995 | St. Louis, Missouri, United States       |                                                                                     |
| Derrota                                                                                     | 31-7   | Holsey Ellingburg               | PTS    | 8     | 29/10/1994 | St. Louis, Missouri, United States       |                                                                                     |
| Vitória                                                                                     | 31-6   | Anthony Peat                    | KO     | 3     | 10/10/1994 | St. Louis, Missouri, United States       |                                                                                     |
| Vitória                                                                                     | 30-6   | Lopez McGee                     | PTS    | 6     | 01/04/1994 | St. Louis, Missouri, United States       |                                                                                     |
| Derrota                                                                                     | 29-6   | Orlin "The Juice" Norris        | TKO    | 4     | 09/01/1994 | Del Mar, California, United States       |                                                                                     |
| Vitória                                                                                     | 29-5   | Rick Myers                      | TKO    | 4     | 27/09/1993 | St. Louis, Missouri, United States       |                                                                                     |
| Vitória                                                                                     | 28-5   | Tim Fitzgerald                  | TKO    | 1     | 06/05/1993 | St. Louis, Missouri, United States       |                                                                                     |
| Vitória                                                                                     | 27-5   | Mike "Shane Mooney" Smith       | KO     | 2     | 15/03/1993 | Jefferson City, Missouri, United States  |                                                                                     |
| Vitória                                                                                     | 26-5   | Lopez McGee                     | TKO    | 3     | 08/03/1993 | St. Louis, Missouri, United States       |                                                                                     |
| Vitória                                                                                     | 25-5   | Larry Prather                   | UD     | 10    | 11/01/1993 | St. Louis, Missouri, United States       | 98-92, 98-92, 98-94.                                                                |
| Vitória                                                                                     | 24-5   | Tim "Scrap Iron" Johnson        | PTS    | 10    | 30/11/1992 | St. Louis, Missouri, United States       |                                                                                     |
| Vitória                                                                                     | 23-5   | John Collier                    | PTS    | 6     | 29/08/1992 | St. Louis, Missouri, United States       |                                                                                     |
| Vitória                                                                                     | 22-5   | Lopez McGee                     | UD     | 8     | 17/08/1992 | St. Louis, Missouri, United States       | 80-69, 80-72, 80-74.                                                                |
| Vitória                                                                                     | 21-5   | Sylvester White                 | PTS    | 8     | 22/06/1992 | Bridgeton, Missouri, United States       |                                                                                     |
| Vitória                                                                                     | 20-5   | Tim "Dark" Knight               | TKO    | 6     | 13/04/1992 | St. Louis, Missouri, United States       |                                                                                     |
| Vitória                                                                                     | 19-5   | Phil "The Thrill" Brown         | KO     | 3     | 27/03/1992 | St. Louis, Missouri, United States       |                                                                                     |
| Vitória                                                                                     | 18-5   | Jordan Keepers                  | TKO    | 1     | 20/03/1992 | St. Louis, Missouri, United States       |                                                                                     |
| Vitória                                                                                     | 17-5   | Tim "Dark" Knight               | DQ     | 7     | 17/02/1992 | St. Louis, Missouri, United States       |                                                                                     |
| Vitória                                                                                     | 16-5   | William Dorsett                 | TKO    | 1     | 06/01/1992 | St. Louis, Missouri, United States       |                                                                                     |
| Vitória                                                                                     | 15-5   | Paul McPeek                     | TKO    | 9     | 03/05/1991 | St. Louis, Missouri, United States       | IBC Americas Light Heavyweight Title.                                               |
| Derrota                                                                                     | 14-5   | "Boxing" Andrew Maynard         | RTD    | 3     | 29/04/1990 | Atlantic City, New Jersey, United States | NABF Light Heavyweight Title.                                                       |
| Vitória                                                                                     | 14-4   | Randy Smith                     | UD     | 10    | 09/03/1990 | St. Louis, Missouri, United States       | 99-91, 98-93, 100-89.                                                               |
| Vitória                                                                                     | 13-4   | William Knorr                   | TKO    | 1     | 16/02/1990 | St. Louis, Missouri, United States       |                                                                                     |
| Derrota                                                                                     | 12-4   | Dennis "Hackney Rock" Andries   | UD     | 10    | 26/10/1989 | Atlantic City, New Jersey, United States | 91-99, 88-100, 90-100.                                                              |
| Derrota                                                                                     | 12-3   | Jeff "Hit Man" Harding          | UD     | 10    | 01/03/1989 | Newcastle, New South Wales, Australia    | 90-100, 87-100, 82-100.                                                             |
| Vitória                                                                                     | 12-2   | Bill "Show Time" Lee            | UD     | 10    | 29/10/1988 | St. Louis, Missouri, United States       |                                                                                     |
| Vitória                                                                                     | 11-2   | Jerry Okorodudu                 | UD     | 10    | 27/09/1988 | St. Louis, Missouri, United States       | 99-93, 98-92, 96-94.                                                                |
| Vitória                                                                                     | 10-2   | Lenny "Rage" LaPaglia           | TKO    | 6     | 14/07/1988 | New York City, United States             |                                                                                     |
| Vitória                                                                                     | 9-2    | Lopez McGee                     | PTS    | 10    | 09/06/1988 | St. Louis, Missouri, United States       |                                                                                     |
| Vitória                                                                                     | 8-2    | "Dangerous" Danny Thomas        | PTS    | 6     | 19/05/1988 | Saginaw, Michigan, United States         |                                                                                     |
| Vitória                                                                                     | 7-2    | Assim Rezzaq                    | KO     | 3     | 05/03/1988 | St. Louis, Missouri, United States       |                                                                                     |
| Vitória                                                                                     | 6-2    | John "Papa" Moore               | SD     | 6     | 23/01/1988 | St. Louis, Missouri, United States       |                                                                                     |
| Derrota                                                                                     | 5-2    | Manuel Murillo                  | TKO    | 7     | 19/06/1986 | San Diego, California, United States     | Referee stopped the bout at 1:13 of the seventh round.                              |
| Derrota                                                                                     | 5-1    | Glenn Kennedy                   | MD     | 6     | 10/02/1986 | Inglewood, California, United States     | 57-58, 56-59, 57-57.                                                                |
| Vitória                                                                                     | 5-0    | Danny Blake                     | PTS    | 8     | 02/11/1985 | San Francisco, California, United States |                                                                                     |
| Vitória                                                                                     | 4-0    | "Big Bad" John Murphy           | TKO    | 2     | 27/09/1985 | Phoenix, Arizona, United States          |                                                                                     |
| Vitória                                                                                     | 3-0    | Robert Williams                 | TKO    | 2     | 18/07/1985 | San Diego, California, United States     | Referee stopped the bout at 1:17 of the second round.                               |
| Vitória                                                                                     | 2-0    | Manuel Leyva                    | KO     | 1     | 27/06/1985 | San Diego, California, United States     | Leyva knocked out at 2:24 of the first round.                                       |
| Vitória                                                                                     | 1-0    | Sal Trujillo                    | KO     | 1     | 25/04/1985 | San Diego, California, United States     | Sal knocked out at 1:08 of the first round.                                         |

### Mixed Martial Arts (MMA)
| Cartel no MMA   |           |           |
| 1 luta          | 0 vitória | 1 derrota |
| Por nocaute     | 0         | 0         |
| Por finalização | 0         | 1         |
| Por decisão     | 0         | 0         |

| Res.    | Cartel | Oponente     | Método              | Evento               | Data                   | Round | Tempo | Local                 | Notas |
| ------- | ------ | ------------ | ------------------- | -------------------- | ---------------------- | ----- | ----- | --------------------- | ----- |
| Derrota | 0-1    | Royce Gracie | Submissão (Montada) | UFC 1: The Beginning | 12 de novembro de 1993 | 1     | 2:18  | Denver, Colorado, EUA |       |